# British Columbia Highway 16
Der Highway 16 ist eine Fernstraße in British Columbia und Teil der nördlichen Route des Trans-Canada-Highway-Systems. Er ist 1347 km lang und besteht aus Abschnitten: dem Queen Charlotte Highway, der auf der Inselgruppe Haida Gwaii verläuft, und dem Yellowhead Highway, der auf dem Festland von Prince Rupert bis an die Landesgrenze von British Columbia zu Alberta am Jasper-Nationalpark reicht. Verbunden werden beide Abschnitte durch einen Fährverkehr, der von BC Ferries betrieben wird.

## Abschnitte

### Queen Charlotte Highway
Dieser Abschnitt hat eine Länge von 101 km und führt von Masset auf Graham Island Richtung Süden am Naikoon Provincial Park vorbei nach Skidegate, wo sich der Fährhafen befindet.

### Yellowhead Highway
Der Beginn des Highways ist am Fährhafen von Prince Rupert. Er stellt die einzige Straßenverbindung für Prince Rupert ins Landesinnere dar. Besonderen Auftrieb für den Bau des Highways gaben militärische Gründe. Prince Rupert ist der nordwestlichste eisfreie Hafen Kanadas und wurde im Zweiten Weltkrieg genutzt, um Truppen auf den Alëuten bzw. im Pazifik zu versorgen. Der Abschnitt nach Terrace wurde daher mit Unterstützung des US-amerikanischen Militärs gebaut. Die Straße verläuft dabei entlang des Skeena Rivers und führt über die erste Kette des Küstengebirges.

In Terrace mündet Highway 37 von Süden aus Kitimat kommend in den Yellowhead Highway. Auf den folgenden 91 Kilometern wird der Highway mit beiden Nummern ausgezeichnet, bei Kitwanga teilen sich die Highways wieder. Highway 37 führt dann weiter als Cassiar Highway Richtung Norden.

Der Yellowhead Highway folgt bis South Hazelton Richtung Nordosten weiter dem Skeena River, ab dort nach Südosten entlang des Bulkley River. In Burns Lake zweigt Highway 35 Richtung Süden ab, der Yellowhead selbst verläuft Richtung Osten zum Fraser Lake. Am See vorbei geht die Route weiterhin ostwärts, bei Vanderhoof mündet Highway 27 in den Yellowhead Highway.
In Prince George angekommen, kreuzt der Yellowhead Highway den Highway 97, der von Norden als John-Hart-Highway und von Süden als Cariboo Highway kommt. In Prince George trifft der Yellowhead Highway auch zum ersten Mal auf den Fraser River, der hier jedoch nur gekreuzt wird. Die Route folgt weiterhin in östlicher Richtung, um dann wieder nach 120 km auf den Fraser River zu treffen und dessen Tal dann bis in die Rocky Mountains hinein zu folgen. Bei Tête Jaune Cache stößt von Süden her kommend der Highway 5 auf den Yellowhead Highway, Highway 5 hat auch den Beinamen "Southern Yellowhead Highway". Die Rocky Mountains werden beim Mount Robson Provincial Park erreicht. Der Provincial Park wird durchquert und am Yellowhead Pass erreicht der Highway die Grenze zur Provinz Alberta und zum Jasper Nationalpark. Dort wird er als Highway 16 fortgeführt und führt bis in die Provinz Manitoba.

## Besonderheiten

### Beschilderung
Als Teil des Trans-Canada-Highway-Systems wird der Highway mit dem Trans-Canada-Highway-Schild ausgewiesen. Das Schild hat ein weißes Ahornblatt auf grünem Hintergrund, die Nummer des Highways (16) ist im Schild angegeben. Darüber hinaus wird der Yellowhead Highway auf dem Festland mit dem Yellowhead-Zeichen, ein gelber Kopf vor dem Hintergrund zweier Tannenbäume, angeschrieben.

Das Trans-Canada-Zeichen ist immer mit ausgewiesen, das Yellowhead-Zeichen nicht immer.

### Highway of Tears
Entlang des Teilstücks zwischen Prince Rupert und Prince George verschwanden seit 1969 mindestens 18 Frauen spurlos, offiziell nicht bestätigte Quellen sprechen von bis zu 43. Man vermutet, dass sie ermordet wurden, von einem Teil der Opfer wurden Leichname gefunden. Daher erhielt dieser Streckenabschnitt den Namen Highway of Tears, zu deutsch ‚Landstraße der Tränen‘.

## Sehenswürdigkeiten

### Die Insel Graham Island
Auf Graham Island bieten sich zahlreiche Möglichkeiten, die Kultur der Haida kennenzulernen. Die beste Möglichkeit ist das Haida Gwaii Museum in Skidegate. Es finden sich zahlreiche weitere Überreste der Ureinwohner, darunter Kunstwerke wie Totems.

### Hecate Strait
Während der 15-stündigen Überfahrt von Graham Island nach Prince Rupert kann man den Ausblick auf die Insel bzw. das Festland genießen und oft können auch Schwertwale (Orcas) oder auch Delfine beobachtet werden.

### ’Ksan Indian Historic Village & Museum
Circa sieben Kilometer nördlich von New Hazelton liegt das historische Indianerdorf. Es bietet einen Einblick in die Lebensweise, die vor dem Auftreten der Europäer in Nordwestamerika geherrscht hat.

### Mount Robson Provincial Park

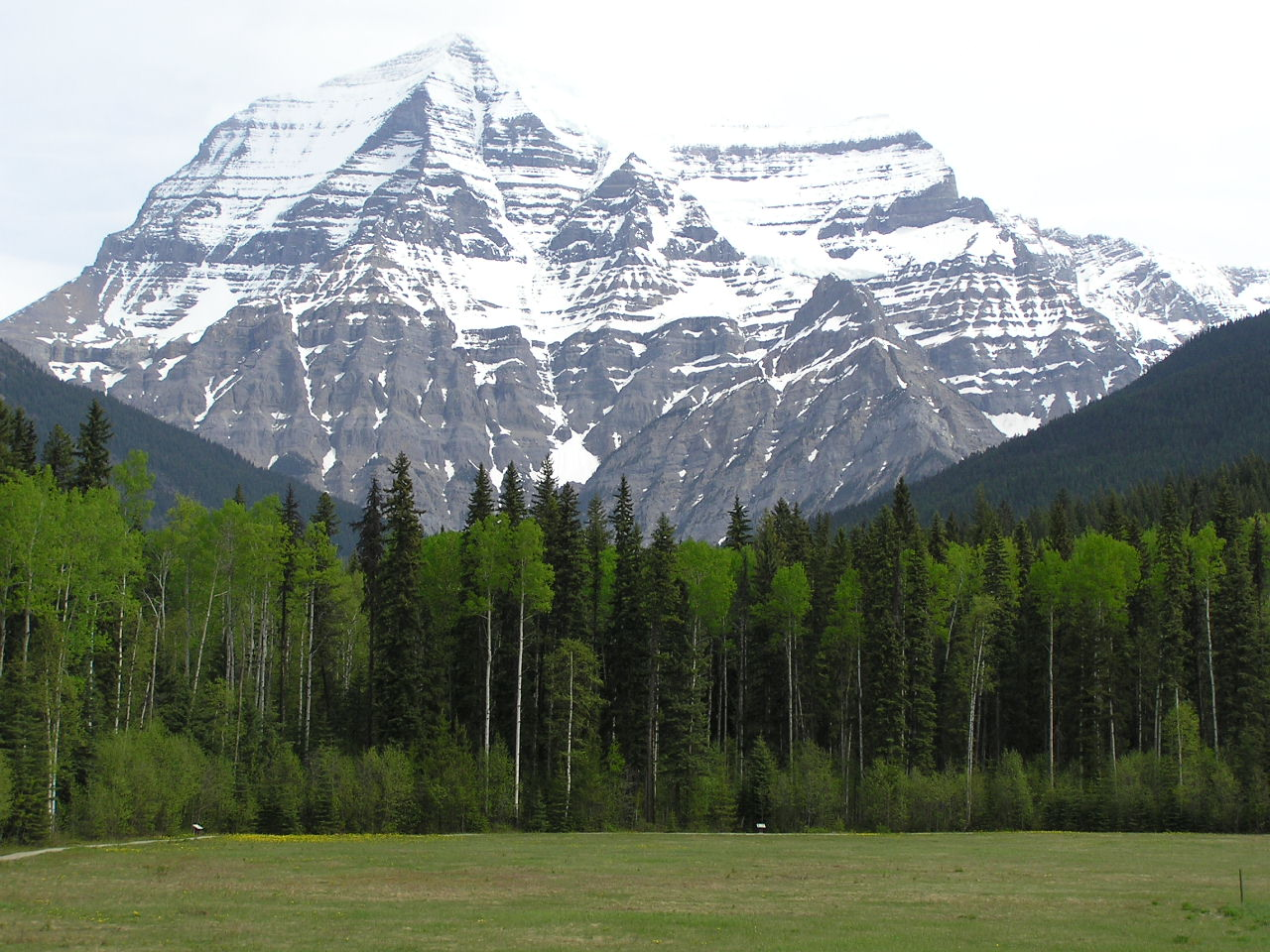
Mount Robson

Das Zentrum des Mount Robson Provincial Parks, der zum Weltnaturerbe der UNESCO zählt, bildet Mount Robson, der der höchste Berg (3954 m) in den kanadischen Rocky Mountains ist.

### Yellowhead Pass
Der Yellowhead Pass (1110 m über NN) bildet die Grenze zwischen den Provinzen Alberta und British Columbia. Weiterhin treffen die Parks Jasper Nationalpark und Mount Robson Provincial Park aufeinander. Außer dem Yellowhead Highway führt auch eine Strecke der Canadian National Railway über den Pass. Allgemein wird angenommen, dass der Pass nach Pierre Bostonais, einem Trapper der Hudson’s Bay Company, der von den Iroquois-Métis abstammt benannt wurde, der den Beinamen Tête Jaune (dt. ‚gelber Kopf‘, engl. yellow head) hatte.